# Hiroši Hirakava
Hiroši Hirakava (japonsko 平川 弘), japonski nogometaš, * 10. januar 1965.
Za japonsko reprezentanco je odigral 13 uradnih tekem.